# Třemešná
Třemešná település Csehországban, a Bruntáli járásban. Třemešná Slezské Rudoltice, Jindřichov, Město Albrechtice és Liptaň településekkel határos. Lakosainak száma 865 fő (2024. január 1.).

## Népesség
A település lakosságának változását az alábbi diagram mutatja:
| Lakosok száma | 3179 | 2783 | 2001 | 1156 | 1110 | 971  | 904  | 902  | 879  | 865  |
|               | 1869 | 1890 | 1921 | 1950 | 1980 | 2001 | 2017 | 2019 | 2022 | 2024 |